# Филлодий
Филло́дий (лат. Phyllodium) — род растений подсемейства Мотыльковые (Faboideae) семейства Бобовые (Fabaceae).

## Ботаническое описание
Кустарники или полукустарники.
Соцветия — верхушечные кистевидные метёлки. Чашечка колокольчатая, опушенная, пятилопастная. Венчик белый или светло-жёлтый, редко фиолетовый. Тычинок 10.

## Распространение
Встречаются в тропической и субтропической Азии, а также на севере Австралии.

## Список видов
Род Филлодий включает 6 видов:
- Phyllodium elegans (Lour.) Desv.
- Phyllodium insigne (Prain) Schindl.
- Phyllodium kurzianum (Kuntze) H.Ohashi
- Phyllodium longipes (Craib) Schindl.
- Phyllodium pulchellum (L.) Desv.typus[1]
- Phyllodium vestitum Benth.